# Univerzitní liga ledního hokeje 2019/2020
Univerzitní liga ledního hokeje 2019/2020 byla 1. ročníkem vysokoškolské univerzitní soutěže v ledním hokeji.

## Kluby podle krajů
- Praha: Engineers Prague, UK Prague
- Jihočeský kraj: Black Dogs Budweis
- Plzeňský kraj: Akademici Plzeň
- Moravskoslezský kraj: BO OSTRAVA Vítkovice Steel
- Olomoucký kraj: HC Univerzita Palackého v Olomouci
- Jihomoravský kraj: HC MUNI, VUT Cavaliers Brno

## Týmy
| Tým                                | Město            | Aréna                               | Kapacita    |
| ---------------------------------- | ---------------- | ----------------------------------- | ----------- |
| HC MUNI                            | Brno             | HHDM / Winning Group Arena          | 500 / 7700  |
| VUT Cavaliers Brno                 | Kuřim            | Zimní stadion Kuřim                 | 400         |
| UK HOCKEY PRAGUE                   | Praha            | Škoda Icerink / ZS Eden             | — / 5 138   |
| Engineers Prague                   | Praha            | ZS Hvězda                           | 700         |
| Akademici Plzeň                    | Plzeň            | ICE ARENA Plzeň / LogSpeed CZ Aréna | 300 / 7 700 |
| HC Univerzita Palackého v Olomouci | Uničov           | ZS Uničov                           | 3 320       |
| BO OSTRAVA Vítkovice Steel         | Poruba           | RT TORAX ARENA                      | 5 000       |
| Black Dogs Budweis                 | České Budějovice | Hokejové Centrum Pouzar             | 300         |

Poznámky
1. ↑  V rámci Hokejového souboje univerzit, tedy zápase proti VUT hraje MUNI svůj domácí zápas ve Winning Group Aréně.
2. ↑  Vybrané domácí zápasy hokejisté UK na Zimním stadionu Eden.
3. ↑  Vybrané domácí zápasy hrají Akademici v LogSpeed CZ Aréně.

## Tabulka
| Poř. | Tým                                | Z  | V  | VP | PP | P  | VG  | OG  | B  |
| ---- | ---------------------------------- | -- | -- | -- | -- | -- | --- | --- | -- |
| 1.   | Engineers Prague                   | 21 | 18 | 0  | 1  | 2  | 101 | 34  | 55 |
| 2.   | HC MUNI                            | 20 | 11 | 3  | 2  | 4  | 78  | 50  | 41 |
| 3.   | Black Dogs Budweis                 | 21 | 11 | 0  | 1  | 8  | 78  | 70  | 35 |
| 4.   | Akademici Plzeň                    | 20 | 8  | 2  | 2  | 8  | 57  | 67  | 30 |
| 5.   | UK Hockey Prague                   | 21 | 8  | 1  | 1  | 11 | 67  | 66  | 27 |
| 6.   | BO OSTRAVA Vítkovice Steel         | 21 | 6  | 3  | 2  | 10 | 76  | 81  | 26 |
| 7.   | HC Univerzita Palackého v Olomouci | 21 | 8  | 0  | 2  | 11 | 62  | 83  | 26 |
| 8.   | VUT Cavaliers Brno                 | 21 | 1  | 2  | 1  | 17 | 43  | 111 | 8  |

| Vysvětlivka           |
| --------------------- |
| Postup do čtvrtfinále |

## Hráčské statistiky základní části

### Kanadské bodování
Toto je konečné pořadí hráčů podle dosažených bodů. Za jeden vstřelený gól nebo přihrávku na gól hráč získal jeden bod.
| Poř. | Hráč           | Tým                        | Z  | G  | A  | B  | TM | +/- |
| ---- | -------------- | -------------------------- | -- | -- | -- | -- | -- | --- |
| 1.   | Marek Kovalski | BO OSTRAVA Vítkovice Steel | 20 | 13 | 16 | 29 | 2  | +11 |
| 2.   | Peter Bustin   | HC Masaryk University      | 20 | 13 | 12 | 25 | 10 | +10 |
| 3.   | Tomáš Vochozka | Black Dogs Budweis         | 16 | 11 | 12 | 23 | 4  | -1  |
| 4.   | Tomáš Fabiánek | Engineers Prague           | 20 | 8  | 15 | 23 | 8  | +18 |
| 5.   | David Sysala   | BO OSTRAVA Vítkovice Steel | 17 | 6  | 16 | 22 | 18 | +9  |
| 6.   | Martin Suda    | Engineers Prague           | 17 | 10 | 11 | 21 | 4  | +12 |
| 7.   | Matěj Florek   | HC Masaryk University      | 17 | 10 | 11 | 21 | 12 | +9  |
| 8.   | David Kulich   | Engineers Prague           | 20 | 2  | 19 | 21 | 35 | +26 |
| 9.   | Jan Kolář      | Engineers Prague           | 19 | 8  | 10 | 18 | 4  | +11 |
| 10.  | Lukáš Prášek   | Black Dogs Budweis         | 16 | 11 | 6  | 17 | 34 | +7  |

### Hodnocení brankářů
Toto je konečné pořadí nejlepších deset brankářů.
| Poř. | Hráč            | Tým                                | Z. | MIN | OG | PZ  | PS  | POG  | Úsp%  |
| ---- | --------------- | ---------------------------------- | -- | --- | -- | --- | --- | ---- | ----- |
| 1.   | Aleš Příhoda    | Engineers Prague                   | 13 | 740 | 16 | 368 | 384 | 1.30 | 95.83 |
| 2.   | Kristián Novák  | UK Hockey Prague                   | 13 | 779 | 30 | 402 | 432 | 2.31 | 93.06 |
| 3.   | Martin Šindelka | BO OSTRAVA Vítkovice Steel         | 9  | 448 | 27 | 355 | 382 | 3.62 | 92.93 |
| 4.   | Ivo Svoboda     | Black Dogs Budweis                 | 10 | 468 | 24 | 275 | 299 | 3.08 | 91.97 |
| 5.   | David Holub     | HC Masaryk University              | 10 | 470 | 16 | 182 | 198 | 2.04 | 91.92 |
| 6.   | Jakub Frček     | Akademici Plzeň                    | 13 | 715 | 42 | 471 | 513 | 3.52 | 91.81 |
| 7.   | Jakub Vedra     | BO OSTRAVA Vítkovice Steel         | 10 | 488 | 28 | 266 | 294 | 3.44 | 90.48 |
| 8.   | Jakub Ovčari    | HC Univerzita Palackého v Olomouci | 8  | 483 | 28 | 257 | 285 | 3.48 | 90.18 |
| 9.   | Petr Spáčil     | Black Dogs Budweis                 | 13 | 716 | 40 | 325 | 365 | 3.35 | 89.04 |
| 10.  | Nir Tichon      | HC Masaryk University              | 8  | 446 | 22 | 159 | 181 | 2.96 | 87.85 |

## Play-off
Stejně jako zbytek základní části, i play-off se kvůli pandemii covidu-19 neodehrálo.